# Eusèbe Biotteau
 (avril 2024).
Si vous disposez d'ouvrages ou d'articles de référence ou si vous connaissez des sites web de qualité traitant du thème abordé ici, merci de compléter l'article en donnant les références utiles à sa vérifiabilité et en les liant à la section « Notes et références ».
Eusèbe Biotteau, né le 28 avril 1898 à Saint-Pierre-Montlimart, mort le 27 juillet 1990 à Saint-Jean-des-Mauvrets, est une figure emblématique de la viticulture en Anjou. Il est connu pour avoir ouvert le premier caveau de dégustation du Maine-et-Loire, inauguré en 1953,.

## Enfance et débuts
Né le 28 avril 1898 à Saint-Pierre-Montlimart (Montrevrault-sur-Èvre), dans les Mauges, il est le fils de Eusèbe-François Biotteau (1851-1915 †) et de Jeanne-Josephine Albert (1867-1914 †). Il est le cousin de Albert-René Biotteau, fondateur de la marque de chaussures Éram.
Son père, Eusèbe-François Biotteau, est gérant d'un atelier de cordonnerie situé à Saint-Pierre-Montlimart. Le frère d'Eusèbe-François, Louis-François Biotteau (1850-1901 †), père d'Albert-René Biotteau, possède également un atelier, situé à Angers. Louis-François décèdera en 1901 et sa femme, Magdeleine Albert, en 1906, laissant la charge de leurs cinq enfants aux parents d'Eusèbe.
À 9 ans, en 1907, Eusèbe, ses frères et ses cousins partent en pension, au Collège Saint-Joseph de Baugé, à une centaine de kilomètres de leur village natal. Il y restera jusqu'en 1911.
Eusèbe commence par travailler à l'atelier familial, mais sa passion pour le végétal lui fait quitter la cordonnerie, un an après son pensionnat, pour aller se former chez un horticulteur-pépiniériste, à l'autre bout du village.
Lorsque la Première Guerre mondiale éclate en 1914, Eusèbe n'a que 16 ans. Ses cousins sont un à un appelés à servir, et seul ses deux plus jeunes frères, Raymond et Fernand, y échappent. Eusèbe part le 3 mars 1917 pour rejoindre le 3e régiment du génie. Il échappa aux combats, travaillant plutôt à la réparation des ponts et voies. Les sept garçons de la famille reviendront tous de la Grande Guerre, et seulement deux d'entre eux ont été blessés.
Après la guerre, à vingt ans, il part travailler pour l'entreprise de Monsieur Foulonneau, à Saint-Christophe, où il s'occupera de la partie horticole et viticole. Il y reste jusqu'en 1938, à l'aube de ses quarante ans.
Il se marie le 26 octobre 1926 avec Marie-Madeleine Quesson (1901-1980 †) dans la commune du Pin-en-Mauges, d'où elle est originaire. La cérémonie religieuse est officiée par le propre frère d'Eusèbe, Fernand Biotteau, alors vicaire-instituteur à Martigné-Briand.
Le couple s'installe sur la commune du Puiset-Doré, au lieu-dit "Le Petit Anjou". Ils y accueillent leur 6 enfants : Robert et Thérèse, des jumeaux, nés le 6 août 1927 ; Jean et Eusèbe, jumeaux également, nés le 12 octobre 1928 ; Paulette, née le 26 octobre 1931 ; et Marie-Madeleine, née le 11 juin 1938.

## Le Château d'Avrillé
Eusèbe achète en mai 1938 une propriété viticole proche de Brissac, dans le vignoble de l'Aubance : le Château d'Avrillé. La propriété compte 18 ha de vignes, et une vingtaine d'hectares de terres cultivables pour la ferme attenante. 

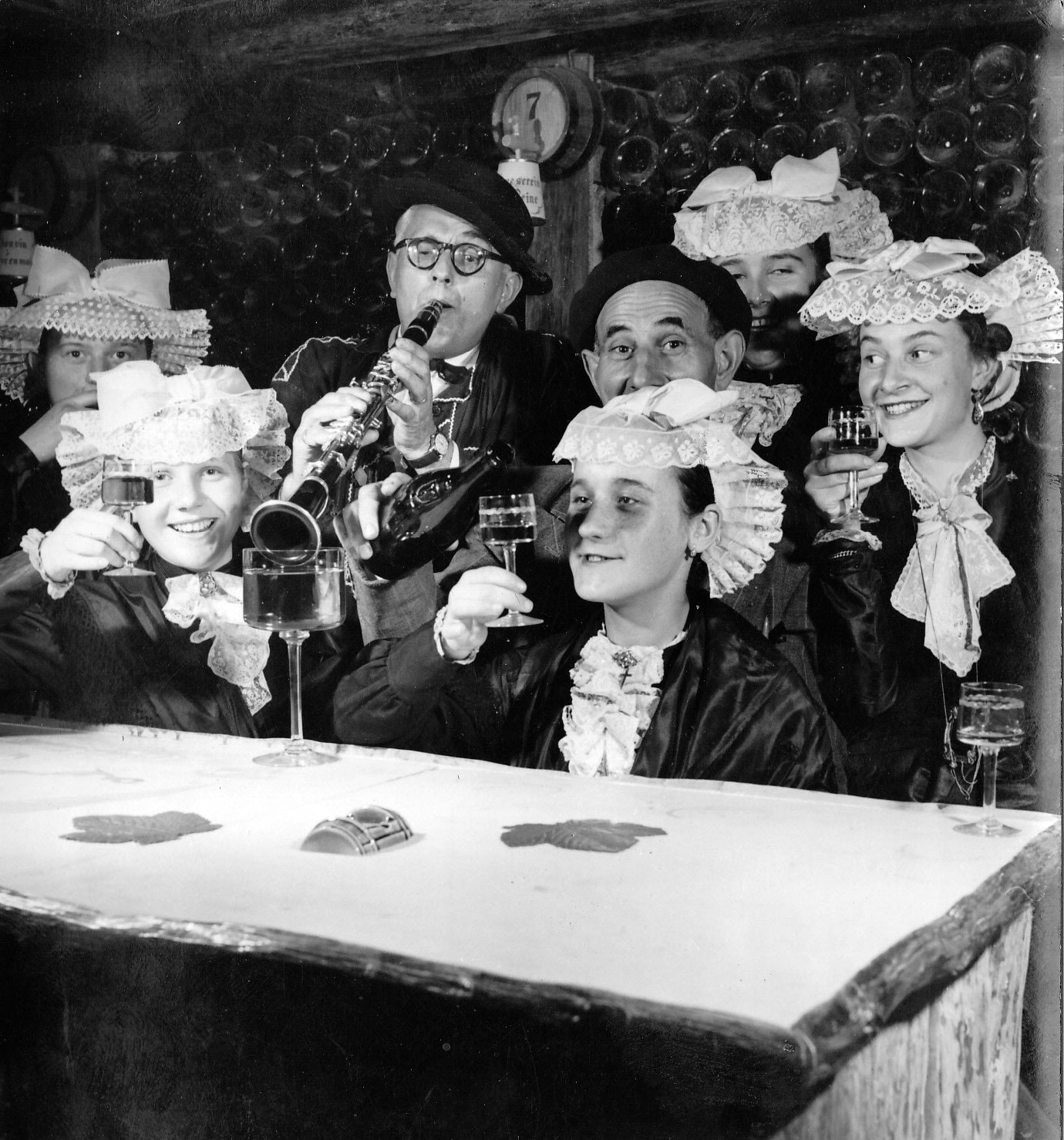
L'inauguration du caveau du Château d'Avrillé, le 23 janvier 1953. Ici, les Compagnons de l'Aubance.

Eusèbe ne souhaite pas porter le titre de châtelain, et change le nom de la propriété en "Domaine d'Avrillé", plus familial. Il fait croire à ses enfants qu'il n'était que régisseur du domaine, afin "qu'ils ne se prennent pas pour des gosses de riches". Ses enfants l'aident à nettoyer le château, abandonné par son ancien propriétaire, et relancent ensemble la production viticole.
Quand la Seconde Guerre mondiale éclate, ses enfants, trop jeunes, ne sont pas mobilisés et la famille est relativement épargnée pendant l'Occupation.
En juin 1940, la famille accueille pendant quelques semaines, la fabrique de l'entreprise Souriau, pendant l'exode. Cette période reste dans les mémoires de Paul-Alphonse Souriau, qui conserve longtemps un lien d'amitié avec les Biotteau.
Au début des années 1950, Eusèbe répartit les responsabilités du domaine entre ses trois fils : Robert gère l’exploitation des vignes, Eusèbe fils s’occupe de la ferme et du bétail, et Jean est chargé de la vente et de la promotion du vin.

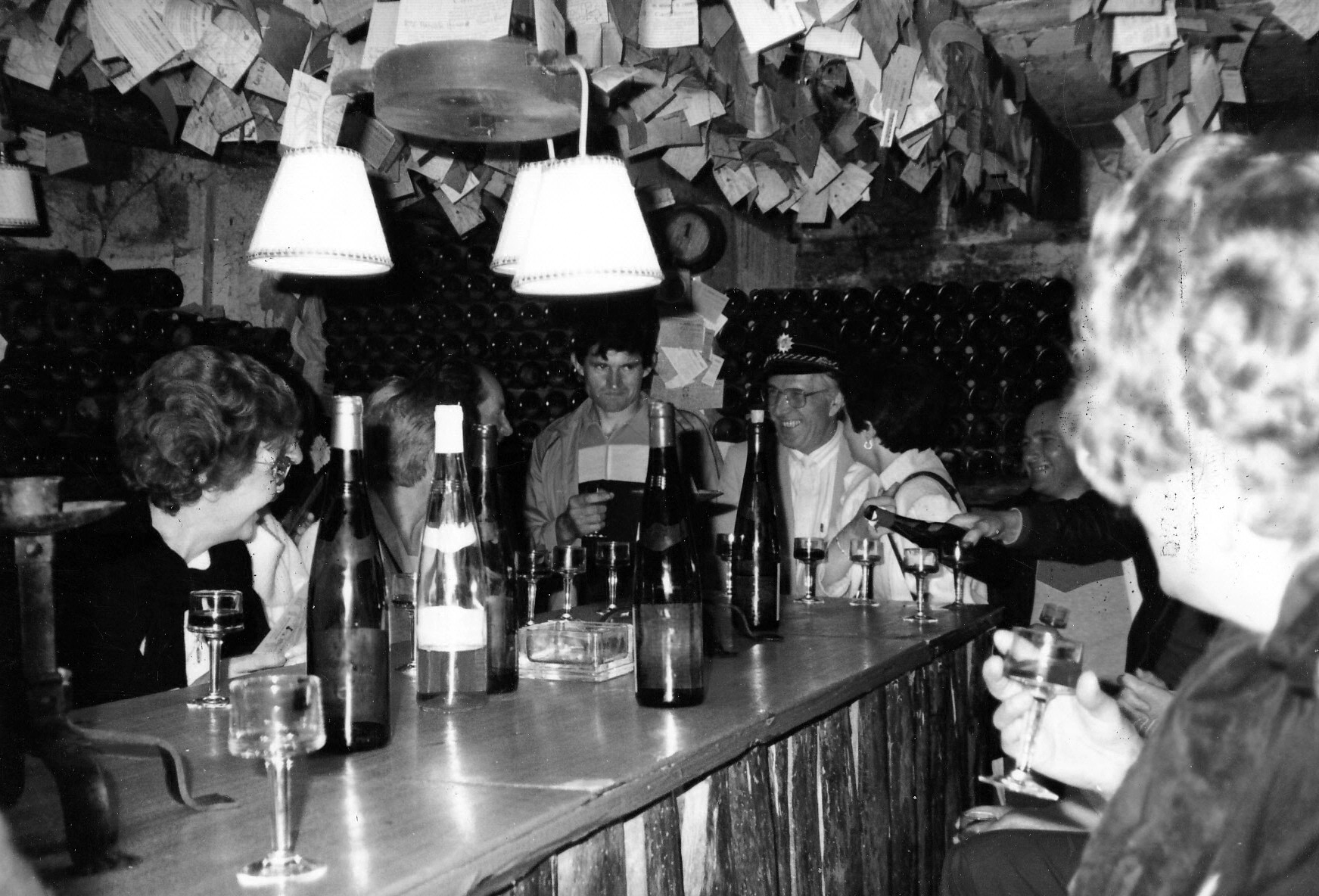
Dégustation au caveau du Château d'Avrillé, en 1966.

En 1952, Eusèbe décide de vendre directement la production de vin du Domaine d'Avrillé. Jusqu'alors, la majeure partie du vin est vendue au négoce. Il met ainsi en place un caveau de dégustation, dans le sous-sol du château, et est le précurseur de cette idée en Anjou. Le caveau est inauguré par le préfet du Maine-et-Loire le 23 janvier 1953, jour de la Saint-Vincent, saint patron des vignerons. Cette inauguration donne lieu à de grandes festivités, avec la présence de nombreuses personnalités locales.
En 1988, Eusèbe forme, avec ses trois fils et ses deux petits-fils, un GAEC. La superficie de vignes s'agrandit et le style des vins produits évolue. Après des vins blancs liquoreux de l'Aubance, le domaine se met à produire des vins rouges, qui donneront lieu plus tard à l'appellation Anjou-Brissac.
Eusèbe meurt le 27 juillet 1990, à l'âge de 92 ans, laissant la gérance de son domaine à ses descendants.

## Fonctions
Eusèbe occupe plusieurs fonctions annexes à son métier, durant sa gestion du Château d'Avrillé :
- Président du Syndicat viticole de l'Aubance ;
- Co-créateur et président de l'Association Familiale Rurale de Brissac ;
- Conseiller municipal de Saint-Jean-des-Mauvrets ;
- Président du Conseil d'Administration de la Maison Familiale d'Apprentissage Rural de Brissac ;
- Membre du Conseil d'Administration de la F.D.S.E.A. (Fédération Départementale du Syndicats des Exploitants Agricoles) ;
- Créateur de l'École libre de l'Enseignement Libre de Saint-Jean-des-Mauvrets.